# Giro delle Fiandre 2019
Il Giro delle Fiandre 2019, centotreesima edizione della corsa, valida come quattordicesima prova dell'UCI World Tour 2019 categoria 1.UWT, si è svolta il 7 aprile 2019 su un percorso di 267 km, con partenza da Anversa e arrivo a Oudenaarde, in Belgio. La vittoria è stata appannaggio dell'italiano Alberto Bettiol, che ha completato il percorso in 6h18'49" alla media di 42,29 km/h, precedendo il danese Kasper Asgreen e il norvegese Alexander Kristoff.
Al traguardo di Oudenaarde 125 ciclisti, su 175 partiti da Anversa, hanno portato a termine la competizione.

## Squadre e corridori partecipanti
| N.      | Cod. | Squadra               |
| ------- | ---- | --------------------- |
| 1-7     | TDE  | Direct Énergie        |
| 11-17   | MOV  | Movistar Team         |
| 21-27   | DQT  | Deceuninck-Quick-Step |
| 31-37   | LTS  | Lotto Soudal          |
| 41-47   | BOH  | Bora-Hansgrohe        |
| 51-57   | ALM  | AG2R La Mondiale      |
| 61-67   | CPT  | CCC Team              |
| 71-77   | EF1  | EF Education First    |
| 81-87   | MTS  | Mitchelton-Scott      |
| 91-97   | AST  | Astana Pro Team       |
| 101-107 | TBM  | Bahrain-Merida        |
| 111-117 | GFC  | Groupama-FDJ          |
| 121-127 | TDD  | Team Dimension Data   |

| N.      | Cod. | Squadra                    |
| ------- | ---- | -------------------------- |
| 131-137 | TJV  | Team Jumbo-Visma           |
| 141-147 | TKA  | Team Katusha Alpecin       |
| 151-157 | SKY  | Team Sky                   |
| 161-167 | SUN  | Team Sunweb                |
| 171-177 | TFS  | Trek-Segafredo             |
| 181-187 | UAD  | UAE Team Emirates          |
| 191-197 | COF  | Cofidis, Solutions Crédits |
| 201-207 | COC  | Corendon-Circus            |
| 211-217 | ROC  | Roompot-Charles            |
| 221-227 | SVB  | Sport Vlaanderen-Baloise   |
| 231-237 | VCB  | Vital Concept-B&B Hotels   |
| 241-247 | WGG  | Wanty-Gobert Cycling Team  |

## Ordine d'arrivo (Top 10)
| Pos. | Corridore            | Squadra     | Tempo    |
| ---- | -------------------- | ----------- | -------- |
| 1    | Alberto Bettiol      | Educ. First | 6h18'49" |
| 2    | Kasper Asgreen       | Deceuninck  | a 14"    |
| 3    | Alexander Kristoff   | UAE         | a 17"    |
| 4    | Mathieu van der Poel | Corendon    | s.t.     |
| 5    | Nils Politt          | Katusha     | s.t.     |
| 6    | Michael Matthews     | Sunweb      | s.t.     |
| 7    | Oliver Naesen        | AG2R        | s.t.     |
| 8    | Alejandro Valverde   | Movistar    | s.t.     |
| 9    | Tiesj Benoot         | Lotto       | s.t.     |
| 10   | Greg Van Avermaet    | CCC         | s.t.     |